# Deutsch-Les-Landes
Deutsch-Les-Landes ist eine deutsch-französische Comedy-Fernsehserie, die 10 Folgen von je 26 Minuten enthält. In der ersten Staffel der Komödie führten Denis Dercourt und Annette Ernst Regie. In der Serie, in der unter anderem Christoph Maria Herbst und Roxane Duran in den Hauptrollen zu sehen sind, geht es um Angestellte einer deutschen Firma, deren Abteilung in eine französische Kleinstadt verlegt wird, und um Bewohner dieser Kleinstadt, die mit ihren neuen Nachbarn zurechtkommen müssen.
Bei Deutsch-Les-Landes handelt es sich um die erste Eigenproduktion der Deutschen Telekom in Zusammenarbeit mit Bavaria Fiction und Telfrance sowie Amazon Studios, sie ist seit dem 1. November 2018 in Deutschland exklusiv bei dem Streamingdienst MagentaTV zu sehen. Die Serie feierte am 23. Oktober 2018 Premiere in München. 
Für Amazon ist es die erste französische Produktion; in Frankreich startete sie am 30. November 2018 und wird ebenfalls über Streaming bei Amazon Prime Video gezeigt.

## Handlung
In Jiscalosse, einem fiktiven Dorf im Département Landes in der Region Nouvelle-Aquitaine im Südwesten Frankreichs, verkauft die Bürgermeisterin Martine einen Teil des Gemeindegebietes an Gerhard Jäger, den exzentrischen Chef eines deutschen  Automobilzulieferers, um den Konkurs der Gemeinde zu vermeiden. Über die Köpfe seiner Belegschaft hinweg entscheidet Jäger, die Design-Abteilung seines Unternehmens dorthin auszulagern, sodass die Angestellten mitsamt ihren Familien nach Südfrankreich ziehen müssen. Unter ihnen sind Abteilungsleiter Manfred mit seinem Sohn Dominik, Controller Karsten mit seiner Frau Marion und ihren beiden Kindern sowie die Beschwerdebeauftragte Chloé, die als Französin aus Jiscalosse stammt, ihrer Heimat aber eigentlich entfliehen wollte.
Die Deutschen werden von den Einwohnern teils erfreut, teils argwöhnisch empfangen. Besonders Ghyslaine, Hotel-Betreiberin und Chloés Mutter, passen die neuen Nachbarn nicht. Sie organisiert eine Widerstandsbewegung, was ihr den Zorn ihrer Tochter einbringt. Diese muss sich wiederum mit ihrem Jugendfreund arrangieren, mit dem sie nie offiziell Schluss gemacht hatte und der immer noch in sie verliebt ist. Als dann ihr deutscher Freund Andreas auftaucht, muss sie sich entscheiden.
Manfred wiederum, alleinerziehender Vater, lebt sich nach Anfangsschwierigkeiten gut in der neuen Umgebung ein. Er verliebt sich in Odile, die neue Lehrerin seines Sohnes Dominik. Als seine Ex-Frau Katherine, Dominiks Mutter, auftaucht, wendet sich sein Sohn zunächst von ihm ab, hat Manfred ihm doch jahrelang erzählt, seine Mutter sei gestorben. Auch Odile ist tief verletzt. Sie vertragen sich jedoch wieder, auch Dominik kann ihm verzeihen, als er sich in eine Mitschülerin verliebt.
Als Jäger den Einfall hat, die Design-Abteilung erneut zu verlegen, diesmal nach Spanien, proben Mitarbeiter und Einheimische den Aufstand, an der Spitze Ghyslaine, die die Deutschen inzwischen nicht mehr hergeben will. Selbst Controller Karsten, der mit seiner pedantischen Art zu Beginn die größten Anpassungsprobleme hatte, will nicht mehr weggehen. Schließlich lenkt Jäger ein, entlässt allerdings Manfred, der sich daraufhin als Bürgermeister-Kandidat von Jiscalosse aufstellen lässt, nachdem er erfahren hat, dass sein Vater gebürtiger Franzose war.

## Produktion
Die Serie wurde vom 3. April bis 15. Juni 2018 in der französischen Gemeinde Rions in der Nähe von Bordeaux gedreht, die während der Dreharbeiten zum fiktiven „Jiscalosse“ im Département Landes wurde.

## Besetzung
| Rolle         | Schauspieler           | Synchronsprecher der deutschen Fassung | Synchronsprecher der französischen Fassung |
| ------------- | ---------------------- | -------------------------------------- | ------------------------------------------ |
| Manfred       | Christoph Maria Herbst |                                        | Jochen Hägele                              |
| Chloé         | Roxane Duran           | Roxane Duran                           | Roxane Duran                               |
| Martine       | Marie-Anne Chazel      | Monica Bielenstein                     |                                            |
| Gerhard Jäger | Rufus Beck             |                                        | Jean-François Vlerick                      |
| Odile         | Sylvie Testud          | Sabine Falkenberg                      |                                            |
| Karsten       | Sebastian Schwarz      |                                        | Christophe Lemoine                         |
| Marion        | Jasmin Schwiers        |                                        | Zina Khakhoulia                            |
| Katherine     | Anna Thalbach          |                                        | Nathalie Spitzer                           |
| Ghyslaine     | Sophie Mounicot        | Sabina Trooger                         |                                            |
| Guillaume     | Philippe Lelièvre      | Bernd Vollbrecht                       |                                            |
| Bernard       | Thierry Remi           | ?                                      |                                            |
| Jean-Michel   | Éric Métayer           | Stefan Krause                          |                                            |
| Matthieu      | Gauthier Battoue       | Jannik Endemann                        |                                            |
| Dominik       | Niklas Post            |                                        | Gabriel Bismuth                            |
| Andreas       | Steve Windolf          |                                        | Jérémy Prévost                             |

## Episoden
| Nr. | Originaltitel             | Erstausstrahlung D |
| --- | ------------------------- | ------------------ |
| 1   | Die Ankündigung           | 1. Nov. 2018       |
| 2   | Die Ankunft               | 1. Nov. 2018       |
| 3   | Liebe liegt im Baum       | 1. Nov. 2018       |
| 4   | Tag der offenen Tür       | 1. Nov. 2018       |
| 5   | French Disco              | 1. Nov. 2018       |
| 6   | Oktoberfest               | 1. Nov. 2018       |
| 7   | Sea, Sex and Sun          | 1. Nov. 2018       |
| 8   | Familienangelegenheit     | 1. Nov. 2018       |
| 9   | Der Aufstand              | 1. Nov. 2018       |
| 10  | Französische Verhältnisse | 1. Nov. 2018       |

## Kritiken
Victor Redman schreibt auf bento.de, das Zusammenspiel von Schwarz und Herbst sei mühelos und die Charaktere funktionierten gut miteinander. Das sei „selten und sehenswert.“ Sophie Krause vom Tagesspiegel meint, die Serie biete „amüsante Völkerverständigung“.
Christian Buß von Spiegel Online dagegen hält Deutsch-Les-Landes für ein „Serienfiasko“ und „inhaltlich, ästhetisch und humortechnisch eine Rolle rückwärts aus der Serien-Gegenwart“. Er lobt zwar Christoph Maria Herbst, doch die Serie schöpfe ihr bescheidenes Potenzial nur aus dem Umstand, „dass sich die beiden Länder in zwei Weltkriegen feindlich gegenüberstanden“. Auch Alexander Moritz konnte im Deutschlandfunk der Serie wenig abgewinnen und resümierte: „Das Aufeinanderprallen der Kulturen bleibt allzu klischeehaft.“ Auch in Frankreich war die Kritik teilweise sehr negativ; so wurde in der Rezension des französischen Filminformationsdienstes Allociné gefragt: « Qu'est-ce qu'on a fait au bon Dieu du streaming pour nous infliger ça ? » („Was haben wir dem lieben Gott des Streaming getan, dass er uns so etwas antut?“). Der Rezensent qualifizierte die Serie als „altbacken und peinlich“ (vieillot et gênant), insbesondere im Vergleich zu Produktionen von Amazon aus anderen Ländern, so Transparent (USA) und Beat (Deutschland).
Kritisiert wird auch der Umstand, dass die Serie komplett synchronisiert wird. Es sei „gänzlich sinnfrei“, so Thomas Lückerath auf DWDL.de, „wenn wir dank Synchronisation deutschsprechenden Franzosen dabei zuschauen, wie sie deutsch lernen, um sich mit den Deutschen im Ort zu verständigen.“ Zudem wisse Deutsch-Les-Landes „in vielerlei Hinsicht nicht, was es will. Da mischt sich französische Komödie im Slapstick-Stil mit deutschem Humor der trockeneren Art.“ Trotzdem lache man für eine Comedy doch recht selten.